# Taltal (kommun)
Taltal är en kommun i Chile.   Den ligger i provinsen Provincia de Antofagasta och regionen Región de Antofagasta, i den norra delen av landet, 900 km norr om huvudstaden Santiago de Chile.
Trakten runt Taltal är ofruktbar med lite eller ingen växtlighet. Trakten runt Taltal är nära nog obefolkad, med mindre än två invånare per kvadratkilometer.